# Berlinda de Meerbeke
Santa Berlinda (Berlindis, Bellaude) (siglo VII-Meerbeke, Bélgica, 702) fue una monja benedictina de familia noble. La tradición establece que era sobrina de San Amando, y que fue deseheradada por su padre, el conde Odelardo. El noble se contagió de la lepra y pensó que su hija no iba a cuidar de él. 
Berlinda huyó a un convento en Moorsel, cerca de Aalst, y se convirtió en monja. Después de la muerte de su padre, se convirtió en ermitaña en Meerbeke, donde estaba enterrado su padre. La tradición dice que Berlinda se cartacterizó por su voto de caridad y pobreza.